# I liga 2006-2007
La I liga 2006-2007, nota anche come Orange Ekstraklasa 2006-2007 per ragioni di sponsorizzazione, fu l'81ª edizione della massima serie del campionato polacco di calcio, la 73ª edizione nel formato di campionato. La stagione iniziò il 28 luglio 2006 e si concluse il 26 maggio 2007. Lo Zagłębie Lubin vinse il campionato per la seconda volta nella sua storia. Capocannoniere del torneo fu Piotr Reiss, attaccante del Lech Poznań, con 15 reti realizzate.

## Stagione

### Novità
Dalla I liga 2005-2006 venne retrocesso in II liga il Polonia Varsavia, mentre vennero promossi dalla II liga 2005-2006 il Widzew Łódź e il ŁKS. Inoltre, il Lech Poznań non presentò domanda per una licenza di partecipazione, venendo così retrocesso all'ultimo posto in classifica; la società si fuse con l'Amica Wronki, iniziando la stagione 2006-2007 come Lech Poznań.

### Formula
Le sedici squadre partecipanti si affrontavano in un girone all'italiana con partite di andata e ritorno, per un totale di 30 giornate. La squadra prima classificata era campione di Polonia e si qualificava per il secondo turno preliminare della UEFA Champions League 2007-2008, mentre la squadra classificata al secondo posto si qualificava per il primo turno della Coppa UEFA 2007-2008, assieme alla vincitrice della Coppa di Polonia. Un ulteriore posto venne assegnato per la partecipazione alla Coppa Intertoto 2007. Le ultime due classificate venivano retrocesse direttamente in I liga.

### Avvenimenti
Per il loro coinvolgimento nello scandalo corruzione scoppiato nel calcio polacco, l'Arka Gdynia e il Górnik Łęczna vennero retrocessi, rispettivamente, in II liga e in III liga, indipendentemente dal risultato conseguito sul campo.

## Squadre partecipanti
| Club           | Città                 | Stagione precedente |
| -------------- | --------------------- | ------------------- |
| Arka Gdynia    | Gdynia                | 14º posto in I liga |
| Dyskobolia     | Grodzisk Wielkopolski | 7º posto in I liga  |
| GKS Bełchatów  | Bełchatów             | 9º posto in I liga  |
| Górnik Łęczna  | Łęczna                | 12º posto in I liga |
| Górnik Zabrze  | Zabrze                | 13º posto in I liga |
| Korona Kielce  | Kielce                | 5º posto in I liga  |
| KS Cracovia    | Cracovia              | 8º posto in I liga  |
| Lech Poznań    | Poznań                | 4º posto in I liga  |
| Legia Varsavia | Varsavia              | Campione di Polonia |
| ŁKS            | Łódź                  | 2º posto in II liga |
| Odra           | Wodzisław Śląski      | 6º posto in I liga  |
| Pogoń Stettino | Stettino              | 10º posto in I liga |
| Widzew Łódź    | Łódź                  | 1º posto in II liga |
| Wisła Cracovia | Cracovia              | 2º posto in I liga  |
| Wisła Płock    | Płock                 | 11º posto in I liga |
| Zagłębie Lubin | Lubin                 | 3º posto in I liga  |

## Classifica finale
|  | Pos. | Squadra        | Pt | G  | V  | N  | P  | GF | GS | DR  |
|  | ---- | -------------- | -- | -- | -- | -- | -- | -- | -- | --- |
|  | 1.   | Zagłębie Lubin | 62 | 30 | 18 | 8  | 4  | 57 | 29 | +28 |
|  | 2.   | GKS Bełchatów  | 61 | 30 | 19 | 4  | 7  | 63 | 32 | +31 |
|  | 3.   | Legia Varsavia | 52 | 30 | 16 | 4  | 10 | 53 | 33 | +20 |
|  | 4.   | KS Cracovia    | 49 | 30 | 14 | 7  | 9  | 48 | 41 | +7  |
|  | 5.   | Dyskobolia     | 48 | 30 | 11 | 15 | 4  | 40 | 26 | +14 |
|  | 6.   | Lech Poznań    | 47 | 30 | 12 | 11 | 7  | 53 | 36 | +17 |
|  | 7.   | Korona Kielce  | 47 | 30 | 14 | 5  | 11 | 41 | 34 | +7  |
|  | 8.   | Wisła Cracovia | 46 | 30 | 10 | 15 | 4  | 41 | 25 | +16 |
|  | 9.   | ŁKS            | 41 | 30 | 10 | 11 | 9  | 31 | 30 | +1  |
|  | 10.  | Odra           | 40 | 30 | 10 | 10 | 10 | 29 | 36 | -7  |
|  | 11.  | Arka Gdynia    | 40 | 30 | 10 | 10 | 10 | 43 | 39 | +4  |
|  | 12.  | Widzew Łódź    | 28 | 30 | 7  | 7  | 16 | 27 | 48 | -21 |
|  | 13.  | Górnik Łęczna  | 26 | 30 | 7  | 5  | 18 | 24 | 64 | -40 |
|  | 14.  | Górnik Zabrze  | 25 | 30 | 6  | 7  | 17 | 30 | 51 | -21 |
|  | 15.  | Wisła Płock    | 23 | 30 | 4  | 11 | 15 | 20 | 47 | -27 |
|  | 16.  | Pogoń Stettino | 16 | 30 | 3  | 7  | 20 | 24 | 53 | -29 |

Legenda:
      Campione di Polonia e ammessa alla UEFA Champions League 2007-2008.
      Ammessa alla Coppa UEFA 2007-2008.
      Ammessa alla Coppa Intertoto 2007.
      Retrocessa in II liga 2007-2008.
      Retrocessa in III liga 2007-2008.
Note:
Tre punti a vittoria, uno a pareggio, zero a sconfitta.
L'Arka Gdynia è stato retrocesso in II liga per il suo coinvolgimento nello scandalo corruzione del calcio polacco.
Il Górnik Łęczna è stato retrocesso in III liga per il suo coinvolgimento nello scandalo corruzione del calcio polacco.

## Risultati
|                | ZaL  | GKS  | Leg  | KSC  | Dys  | LcP  | Kor  | WiC  | ŁKS  | Odr  | Ark  | Wid  | GóŁ  | GóZ  | WiP  | Pog  |
| -------------- | ---- | ---- | ---- | ---- | ---- | ---- | ---- | ---- | ---- | ---- | ---- | ---- | ---- | ---- | ---- | ---- |
| Zagłębie Lubin | –––– | 2-1  | 1-0  | 4-3  | 2-1  | 0-0  | 2-0  | 0-0  | 1-1  | 1-0  | 6-0  | 4-2  | 1-1  | 1-1  | 2-1  | 6-2  |
| GKS Bełchatów  | 3-1  | –––– | 3-1  | 2-1  | 1-0  | 0-0  | 3-2  | 1-2  | 1-2  | 5-1  | 2-2  | 1-0  | 6-0  | 3-1  | 2-1  | 1-0  |
| Legia Varsavia | 1-2  | 1-2  | –––– | 3-1  | 0-1  | 3-2  | 3-0  | 1-1  | 2-1  | 2-0  | 3-0  | 2-0  | 5-0  | 3-2  | 5-0  | 3-1  |
| KS Cracovia    | 2-4  | 2-1  | 0-0  | –––– | 1-1  | 3-0  | 1-0  | 0-0  | 1-1  | 1-0  | 1-1  | 2-1  | 5-0  | 3-1  | 2-2  | 1-0  |
| Dyskobolia     | 0-0  | 1-1  | 1-1  | 0-0  | –––– | 1-0  | 1-0  | 2-2  | 2-0  | 1-1  | 2-1  | 0-0  | 1-1  | 2-0  | 1-1  | 3-1  |
| Lech Poznań    | 0-2  | 1-1  | 3-1  | 3-4  | 2-2  | –––– | 3-0  | 3-3  | 4-0  | 0-0  | 1-1  | 6-1  | 1-0  | 2-0  | 3-2  | 3-0  |
| Korona Kielce  | 1-2  | 5-3  | 3-1  | 1-2  | 2-0  | 2-2  | –––– | 0-0  | 1-0  | 0-1  | 1-0  | 3-0  | 2-0  | 4-2  | 0-0  | 2-1  |
| Wisła Cracovia | 0-0  | 2-4  | 3-1  | 3-0  | 0-4  | 0-0  | 2-0  | –––– | 0-0  | 6-0  | 2-2  | 2-0  | 2-1  | 1-0  | 2-0  | 0-0  |
| ŁKS Łódź       | 2-2  | 0-1  | 2-1  | 2-1  | 1-1  | 1-2  | 2-1  | 2-1  | –––– | 1-1  | 0-1  | 0-0  | 0-0  | 2-0  | 0-0  | 4-0  |
| Odra           | 1-0  | 1-0  | 1-2  | 0-1  | 0-0  | 0-0  | 1-2  | 2-1  | 1-2  | –––– | 1-1  | 3-0  | 2-1  | 0-0  | 1-0  | 2-2  |
| Arka Gdynia    | 3-0  | 1-3  | 1-1  | 4-2  | 2-4  | 3-1  | 0-3  | 0-0  | 0-0  | 0-1  | –––– | 3-0  | 5-1  | 3-0  | 4-1  | 2-0  |
| Widzew Łódź    | 0-2  | 0-3  | 0-1  | 1-3  | 2-1  | 3-2  | 0-1  | 0-0  | 2-1  | 1-2  | 1-1  | –––– | 3-0  | 2-1  | 0-0  | 0-1  |
| Górnik Łęczna  | 2-1  | 1-3  | 1-2  | 1-0  | 1-3  | 0-3  | 1-3  | 1-1  | 0-1  | 2-0  | 1-0  | 1-5  | –––– | 0-2  | 0-0  | 3-2  |
| Górnik Zabrze  | 0-3  | 1-0  | 1-0  | 5-1  | 2-3  | 1-2  | 0-0  | 0-4  | 1-1  | 2-2  | 0-2  | 0-0  | 2-3  | –––– | 2-0  | 0-3  |
| Wisła Płock    | 0-2  | 0-4  | 0-3  | 0-2  | 0-0  | 1-1  | 0-1  | 0-0  | 2-1  | 1-1  | 1-0  | 2-2  | 0-1  | 1-3  | –––– | 2-1  |
| Pogoń Stettino | 1-3  | 0-2  | 0-1  | 0-2  | 1-1  | 1-3  | 1-1  | 1-1  | 0-1  | 1-3  | 0-0  | 0-1  | 3-0  | 0-0  | 1-2  | –––– |

## Statistiche

### Classifica Marcatori
Fonte: 90minut.pl
| Gol |  |  | Giocatore           | Squadra        |
| --- |  |  | ------------------- | -------------- |
| 15  |  |  | Piotr Reiss         | Lech Poznań    |
| 12  |  |  | Michał Chałbiński   | Zagłębie Lubin |
| 12  |  |  | Adrian Sikora       | Dyskobolia     |
| 11  |  |  | Łukasz Piszczek     | Zagłębie Lubin |
| 10  |  |  | Tomasz Moskała      | KS Cracovia    |
| 10  |  |  | Piotr Włodarczyk    | Legia Varsavia |
| 10  |  |  | Zbigniew Zakrzewski | Lech Poznań    |